# ハンク・ロバーツ
ハンク・ロバーツ（Hank Roberts、1954年3月24日 - 、インディアナ州テレホート生まれ）は、アメリカのジャズ・チェロ奏者にしてボーカリスト。エレクトリックチェロを演奏し、そのスタイルはロック、ジャズ、アヴァンギャルド、フォーク、クラシックの影響を組み合わせたものである。1980年代のニューヨーク・ダウンタウンのジャズ・シーンに登場し、ポストモダンの傾向に関連づけられている。 

## 略歴
1980年代初頭、ロバーツはすでに活動停止されたJMTレーベルのために数多くのレコーディングを行い、ビル・フリゼール・カルテットにフィーチャーされたメンバーとなり、サックス奏者ティム・バーンによる多くのグループで重要な声の役割を果たした。ロバーツはまた、ヴァイオリンのマーク・フェルドマンとダブルベースのマーク・ドレッサーをフィーチャーした即興の室内楽グループ、アーカード・ストリング・トリオでJMTに3枚のアルバムを残した。1990年代初頭、ロバーツはフリゼールのグループを脱退し、広くツアーに出ることをやめた。彼は、プログレッシブ・フォーク・グループのTi Ti Chickapeaなどで、散発的に録音をリリースし続けた。2008年、再びツアーとパフォーマンスを定期的に行うようになり、Winter & Winterからアルバム『Green』（ジム・ブラック、マルク・デュクレ参加）をリリースし、ステファン・ウィンターによるこのレーベルがJMTの次のレーベルとなった。 2011年12月、Winter & Winterはロバーツの『EverythingIs Alive』をリリースし、JMT時代のカタログ全体を再リリースした。

## ディスコグラフィ

### リーダー・アルバム
- 『ブラック・パステル』 - Black Pastels (1987年、JMT)
- 『バーズ・オブ・プレイ』 - Birds of Prey (1990年、JMT)
- 『リトル・モーター・ピープル』 - Little Motor People (1993年、JMT)
- 『22イヤーズ・フロム・ナウ』 - 22 Years from Now (1997年、Level Green)
- 『アイル・オールウェイズ・リメンバー』 - I'll Always Remember (1998年、Level Green)
- Cause and Reflect (1998年、Level Green)
- 『ザ・トゥルース・アンド・レコンシリエイション・ショー』 - The Truth and Reconciliation Show (2002年、I Town)
- 『グリーン』 - Green (2008年、Winter & Winter) ※with マルク・デュクレ、ジム・ブラック
- 『エヴリシング・イズ・アライヴ』 - Everything Is Alive (2011年、Winter & Winter) ※with ビル・フリゼール、ジェローム・ハリス、ケニー・ウォルセン
- Congeries Of Ethereal Phenomena (2019年、Newvelle)
- Ghost Dance (2019年、C.A.M. Jazz) ※with フィリッポ・ヴィニャート

### アーカード・ストリング・トリオ
- Arcado (1989年、JMT)
- 『ビハインド・ザ・ミス』 - Behind the Myth (1990年、JMT)
- 『フォー・スリー・ストリングス・アンド・オーケストラ』 - For Three Strings and Orchestra (1992年、JMT)
- Deep Resonance (2020年、Fundacja Słuchaj!) ※with イーボ・ペレルマン[2]

### ミニアチュール
- 『ミニアチュール』 - Miniature (1989年、JMT)
- 『アイ・キャント・プット・マイ・フィンガー・オン・イット』 - I Can't Put My Finger on It (1992年、JMT)

### 参加アルバム
ティム・バーン
- Fulton Street Maul (1986年、CBS)
- Sanctified Dreams (1988年、Columbia)
- 『フラクチュアード・フェアリー・テール』 - Tim Berne's Fractured Fairy Tales (1989年、JMT)
- 『プレイ・ジュリアス・ヘンフィル』 - Diminutive Mysteries (Mostly Hemphill) (1993年、JMT)

ビル・フリゼール
- 『ルックアウト・フォー・ホープ』 - Lookout for Hope (1987年、ECM)
- 『ビフォア・ウィ・ワー・ボーン』 - Before We Were Born (1989年、Nonesuch)
- 『ホエア・イン・ザ・ワールド?』 - Where in the World (1991年、Nonesuch)
- 『アンスピーカブル』 - Unspeakable (2004年、Nonesuch)
- Richter 858 (2005年、Songlines)
- History, Mystery (2008年、Nonesuch)
- Disfarmer (2009年、Nonesuch)
- Sign of Life: Music for 858 Quartet (2011年、Savoy)
- 『ビッグ・サー』 - Big Sur (2013年、Okeh)
- 『ハーモニー』 - Harmony (2019年、Blue Note)

アレックス・クライン
- The Lamp and the Star (1987年、ECM)

マリリン・クリスペル
- Santuerio (1993年)

Ti Ti Chickapea
- Change of Worlds (2000年)
- Firestick (2002年)

エドマール・カスタネーダ
- Cuarto de Colores (2006年)

Buffalo Collision
- Duck (2008年、Screwgun)

ドナルド・ルビンスタイン
- Martin (Motion Picture Soundtrack) (1978年、Varèse Sarabande)
- When She Kisses the Ship on His Arm (2009年、Bare Bones)